# Alexander Kellner

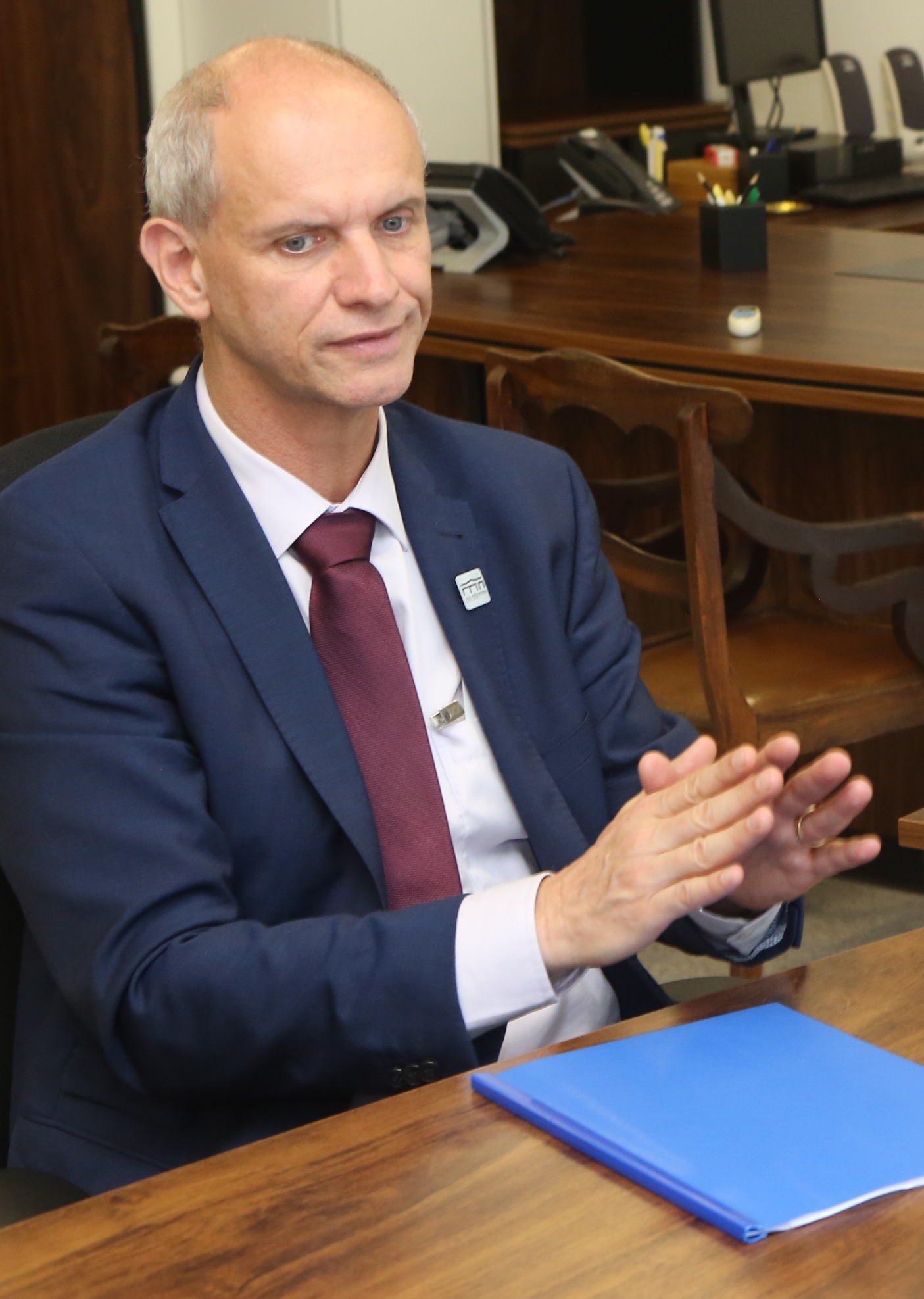
Alexander Kellner

Alexander Wilhelm Armin Kellner (* 1961 in Vaduz, Liechtenstein) ist ein brasilianischer Paläontologe. Er ist ein renommierter Saurierforscher und seit Anfang 2018 Direktor des brasilianischen Nationalmuseums in Rio de Janeiro.

## Leben

### Jugend
Kellner wurde 1961 als Sohn einer österreichischen Mutter und eines deutschen Vaters in Liechtenstein geboren. Seine Eltern wanderten einige Jahre später nach Brasilien aus und holten ihn, der bei seinem Großvater in Österreich geblieben war, 1965 nach. Sein Vater handelte mit Immobilien und Edelsteinen.

### Ausbildung und Tätigkeit am Nationalmuseum
Kellner absolvierte die Deutsche Schule in Rio de Janeiro, studierte an der Universidade Federal do Rio de Janeiro Geologie (Master 1991) und promovierte 1991–1996 an der Columbia University in New York mit einer unveröffentlichten Studie über Flugsaurier (Pterosaurier) mit dem Titel Description of New Material of Tapejaridae and Anhangueridae (Pterosauria, Pterodactyloidea) and Discussion on Pterosaur Phylogen.
Seit 1997 hat er die brasilianische Staatsbürgerschaft und ist am Museu Nacional beschäftigt, zunächst als Dozent und Kurator sowie Leiter der Abteilung für Geologie und Paleontologie. In dieser Rolle verantwortete er 1999 die aufsehenerregende Ausstellung No Tempo dos Dinossauros, mit 220.000 Besuchern die erfolgreichste wissenschaftliche Sonderausstellung in Brasilien. Anschließend war er Leiter des Postgraduierungsprogramms für Zoologie. Seit 2018 ist Kellner – für eine Amtszeit bis 2021 – Titularprofessor und Leiter des Nationalmuseums, das Anfang September desselben Jahres durch einen Großbrand massiven Schaden nahm.

### Wissenschaftliche Rezeption
Kellner ist Erstbeschreiber von knapp 60 Wirbeltierarten, darunter 20 Flugsaurier, und veröffentlichte rund 200 Aufsätze in wissenschaftlichen Journalen. Er ist seit 1996 Mitglied der Brasilianischen Akademie der Wissenschaften, sowie Chefredakteur der Annalen der Brasilianischen Akademie der Wissenschaften (Anais da Academia Brasileira de Ciências); außerdem ist er wissenschaftlicher Mitarbeiter am American Museum of Natural History (AMNH) und am Institut für Wirbeltierpaläontologie und Paläoanthropologie der Chinesischen Akademie der Wissenschaften. 2017 entdeckte er zusammen mit seinem chinesischen Kollegen Xiaolin Wang in der nordwestchinesischen Turpan-Senke die bis dahin größte Ansammlung von Flugsaurier-Eiern, zum Teil mit dreidimensional erhaltenen, embryonalen Knochen.

### Privat
Kellner ist verheiratet und Vater von zwei Kindern.

## Auszeichnungen
- TWAS Price for Earth Sciences, 2010 (zusammen mit Anil K. Gupta)[5]
- Kommandeur des Ordem Nacional do Mérito Científico, 2008, erhalten 2010
- Großkreuz des Ordem Nacional do Mérito Científico, 2018
- Ehrenmitglied der New York Palaeontological Society[5]
- Ehrenmitglied der Sociedad Paleontológica de Chile[5]

## Publikationen (Auswahl)

### Aufsätze
- mit Diógenes de Almeida Campos: Archosaur soft tissue from the cretaceous of the Araripe Basin, northeastern Brazil. In: Boletim do Museu Nacional, N.S., Geologia. Nr. 42, 10. Juni 1998, ISSN 0080-3200.
- On a new titanosaur sauropod from the Bauru Group, late cretaceous of Brazil. In: Boletim do Museu Nacional. Nr. 74. Museu Nacional, Rio de Janeiro 11. August 2006.

### Populärwissenschaftliche Werke
- mit Cibele Schwanke, Diógenes de Almeida Campos: O Brasil no tempo dos dinossauros. Museu Nacional, Rio de Janeiro 1999, ISBN 85-7427-002-4.
- Pterossauros. Os senhores do céu do Brasil. Relato inédito da aventura de importantes descobertas da paleontologia. Vieira & Lent, Rio de Janeiro 2006, ISBN 85-88782-28-6.
- Na terra dos titãs. Rocco Jovens Leitores, Rio de Janeiro 2007, ISBN 978-85-325-2102-6.
- Mistério sob o gelo : uma aventura na Antártica. Rocco Jovens Leitores, Rio de Janeiro 2010, ISBN 978-85-7980-011-5.
- Caçadores de fósseis. Instituto Ciência Hoje, Rio de Janeiro 2015, ISBN 978-85-89962-18-6.